# 車椅子ソフトボール
車椅子ソフトボール (英語: Wheelchair Softball) は、ソフトボールからの派生競技で車椅子に乗りながらソフトボールを行う競技である。通常アスファルトなどで硬く舗装されたグラウンドで行われる。
似ている競技に野球仕様のボールで行う車いす野球がある。(バットで打ちやすくするためにティーボール方式で行う場合がある。)

## 歴史と発展
最初期に結成された車椅子ソフトボールのチームとしてアメリカ合衆国サウスダコタ州スーフォールズで誕生した「スーウィーラーズ」が知られる。これに影響を受け、1970年代中頃までにアメリカ中西部の各都市では「カルネージ・ローリング・ゴーファーズ」「デモイン・ロードランナーズ」やイリノイ大学車椅子ソフトボールチームが誕生した。1976年には全米車椅子ソフトボール協会 (NWSA) が発足した。NWSAの主導により1970年代よりリーグは発展し1980年代には中西部から多くのチームがNWSAに加わっている。1980年代より中西部以外からもチームが参加するようになり、1998年にはニューヨークに持ち込まれ、さらにいくつものチームが生まれた。2015年の時点でジュニアチームも含め、80団体以上がNWSAに存在している。これらの車椅子ソフトボールチームはメジャーリーグベースボールの球団の協賛によるものが多く、この場合各球団の下部組織としてチーム運営が行われる。
日本国内においては北翔大学の大西昌美により広まりを見せた。大西の試みは元々高校野球の選手であった車いすバスケットボールの選手より「もう一度、野球をやりたい」との訴えを受けたことから始まった。2008年頃より、車椅子野球のための道具やルールの開発など研究を行ったが多くの課題があり実現に至らなかった。2012年、アメリカで行われている「車椅子ソフトボール」を知った大西と車いすバスケットボール選手であった堀江航は、日本代表チームを結成し全米選手権 (National Wheelchair Softball Tournament, NWST) へと出場した。これにより、大西の活動は車椅子野球から車椅子ソフトボールへと形を変えた。2013年4月、日本車椅子ソフトボール協会 (JWSA) が発足し、2013年7月6日から2013年7月7日にかけて東京都2チーム北海道2チームの計4チームによる「第1回全日本車椅子ソフトボール選手権大会」が開催された。同年8月にはシカゴで開催されたNWSA主催の全米選手権 (NWST) へと参加した。NWSAは日本代表チームの2年連続での参加を受け、全米選手権 (NWST) から世界選手権 (WSWS, Wheelchair Softball World Series) へと大会名称の変更を決定した。
車椅子ソフトボールはアメリカ国内から世界中へと広まり、数百のチームが存在するまでに発展している。発祥の地であるアメリカ国内では、障害者スポーツとして広く知られているが、日本においては障害者と健常者の混合チームなども結成されている。

## 競技方法
車椅子ソフトボールは、基本的にはスローピッチ・ソフトボールのルールで行われ、そこに車椅子専用の特別ルールが付加される。以下の説明は、日本車椅子ソフトボール協会による大会ルールを元とする。
- グラウンドは、基本的に硬い平地（アスファルトや硬い土のグラウンドが望ましい。草地や土が柔らかいと車椅子が動かしにくいため）、また体育館や駐車場などを活用する。
- ファールラインは150フィート以上、直線180-220フィート、ダイヤモンドは塁間で50フィート、ホームからセンター相当の2塁まで70フィート、ホームから2塁の線分上で、ホームから28フィートの位置に2フィートのピッチャープレートを置く。
- ベースは基本直径4フィートで、2塁のみ白い円形、他は半円形。1塁ベースのファールゾーンに、駆け抜け用のベースを設置する。
- 外野はホームから半径100フィートの円形で、ファールラインからファールラインまでの範囲。
- 選手は、全員フットプラットフォームがついた車椅子を使う。
- ボールは、16インチサイズのソフトボール。
- 試合は、1チーム10人の最大7イニング。5回・6回で10点差以上がついた場合はそのイニング終了でコールドゲームとみなす。
- 審判は、球審・塁審各1名ずつの2人。

攻撃
- 全員1ボール・1ストライクの状態からスタートし2ストライクの後からのファールはアウトとみなす（三振と同じ）
- キャスターや後輪を含め、車輪が一つでもベースに触れていれば触塁とみなすが、転倒防止キャスターは車輪とはみなさない。
- 走者は、車椅子に必ず座ること。ベースタッチは一つ以上の車輪で手かベースに触れている場合のみ。
- 走者が車椅子から転落した場合は、その場所から改めて乗らなければならない。またベース上で落ちた場合については、体の一部が車椅子に触れている状態であれば、ベースにいるものとみなす。
- 走者は、地面や他の選手の車椅子の泊るところに、手足を出してはいけない。それをした場合は「ディレイドデッドボール」の扱いとする。
- 打者は、打つときに地面に下肢を接触させてはならない。接触させた場合はボールデッドとみなし、打者はアウトとなり、走者は基のベースに戻らないといけない。

守備
- 投球ボールが投手の手を離れるまで、すべての内野手は、内野制限のライン上か、ラインの内側にいること。違反した場合、審判はすぐに打者をフォアボールとみなして1塁に進める。
- また、外野手（SFは除く）については、外野制限ラインの後ろにいなければならない。
- 野手は、地面に足をつけた状態でプレイをしてはいけない。地面についた場合でも足を元に戻した状態でプレーを再開できる。違反した場合、日本ソフトボール協会のルールに基づき「ディレードデッドボール」とみなす。
- また、選手が車椅子の座席からでん部が離れていた場合は「リフティング」と呼ばれる不正行為があったものとみなし、これもディレードデッドボールとみなされる。